# پاسداران دریا
پاسداران دریا فیلمی به کارگردانی رضا صفایی و نویسندگی اسداله سلیمانی فر محصول سال ۱۳۴۴ است.

## خلاصه داستان
جواد و منصور به استخدام نیروی دریایی درمی آیند و به دخترهای ناواستوار علاقه‌مند می‌شوند…

## بازیگران
- ناصر ملک مطیعی
- نسرین صفایی
- جواد قائم مقامی
- نیکو صفایی
- داریوش اسدزاده
- فرزانه
- ناصر جک لرد
- سیروس شاندرمنی
- احمد قدکچیان